# Tempo di uccidere (film)
Tempo di uccidere  è un film  del 1989 diretto da Giuliano Montaldo e tratto dall'omonimo romanzo di Ennio Flaiano.

## Trama
Nel 1936 durante il conflitto italo-etiopico, il Tenente Enrico Silvestri, afflitto una notte da un terribile mal di denti, non aspetta l'alba per partire in colonna con il suo reparto e si fa portare da un camion all'ospedale da campo più vicino. Il camion sbanda, va a sbattere contro una roccia e Silvestri decide di prendere una scorciatoia nella boscaglia. In un laghetto vede una indigena nuda di rara bellezza e la violenta. Cadute le tenebre, spara ad una bestia selvatica ma un proiettile di rimbalzo strazia il ventre della indigena, che poco dopo muore. Il giovane seppellisce il cadavere e arriva finalmente al campo, dove viene curato; Silvestri comincia però a notare che una ferita fattasi alla mano nel bosco non si rimargina. In più, un maggiore incontrato al campo - un intrallazzatore che pensa a far soldi con i materiali dell'esercito - gli ha mostrato alcune donne con un turbante bianco e, sostenendo quegli che ciò è tipico delle lebbrose, Silvestri piomba nel terrore del contagio, dato che la giovane da lui violentata aveva un turbante analogo. Si pone dunque come prioritario l'obiettivo di tornare al più presto a casa dalla moglie e di correre ai ripari per quella mano gonfia e di aspetto insano. Ottenuta la licenza da tempo sospirata, Silvestri va a Massaua, ma un ufficiale medico con cui egli parla di lebbra si insospettisce e telefona al carabinieri del porto. Senza timbro di imbarco non è possibile salire a bordo e Silvestri, pur di procurarsi un passaggio clandestino (per il quale occorre una cifra enorme), deruba vilmente il maggiore. Tranne i parenti della vittima (il cui padre Johannes ha anzi curato Silvestri quando errava nella boscaglia, preso da pietà per quell'invasore febbricitante) e il sottotenente Mado con cui si è confidato, nessuno sa di quel delitto. La sua avventura africana è finita e Silvestri, ormai tranquillo ma comunque colpevole, ha appreso da Johannes che la figlia non era affatto lebbrosa e che, dunque, le sue paure sono infondate. Insieme agli altri soldati può tornare a casa, ignaro di un'altra sua colpa: il maggiore è morto in un attacco dei ribelli senza aver potuto difendersi giacché egli aveva sottratto i proiettili dalla sua pistola). 